# 內格羅河 (桑坦德省)

內格羅河（西班牙語：Rionegro），是哥倫比亞的城鎮，位於該國東北部桑坦德省，距離布卡拉曼加19公里，始建於1805年5月5日，面積1,064平方公里，海拔高度590米，2005年人口29,382，人口密度每平方公里25.16人。
7°09′13″N 73°09′13″W / 7.15361°N 73.1536°W